# 埃贝库尔 (索姆省)
埃贝库尔（法語：Hébécourt，法語發音：[ebekuʁ]）是法国上法蘭西大區索姆省的一个市镇，属于亚眠区。

## 地理
埃贝库尔（49°48'47"N, 2°15'40"E）面积5.04 平方千米，位于法国上法蘭西大區索姆省，该省份为法国北部沿海省份，北起加来海峡省和北部省，西接滨海塞纳省和大西洋英吉利海峡，南至瓦兹省，东临埃纳省。
与埃贝库尔接壤的市镇（或旧市镇、城区）包括：迪里、普拉希-比永、吕米尼、圣菲西安、圣索夫略、塞勒河畔韦尔。

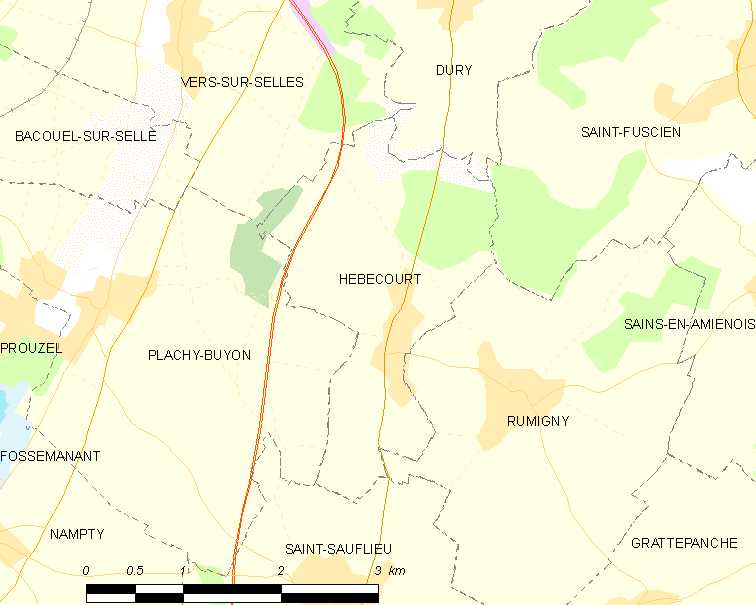
的OSM定位图

埃贝库尔的时区为UTC+01:00、UTC+02:00（夏令时）。

## 行政
埃贝库尔的邮政编码为80680，INSEE市镇编码为80424。

## 政治
埃贝库尔所属的省级选区为亚眠第六县。

## 人口

1962-2008年间人口变化图示

埃贝库尔于2022年1月1日时的人口数量为559人。